# 주러시아 압하지야 대사관

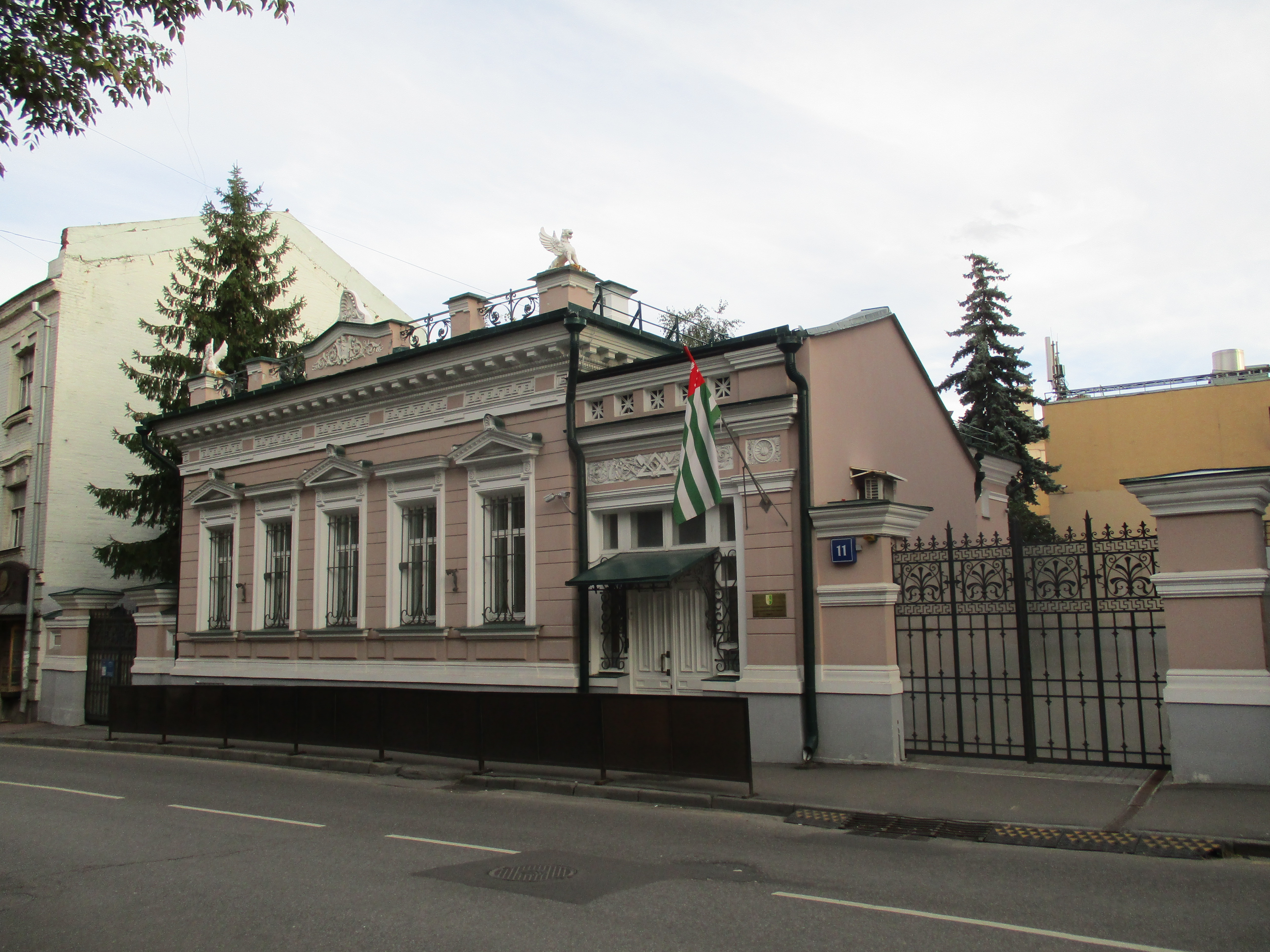
주러시아 압하지야 대사관

주러시아 압하지야 대사관(압하스어: Урыстәылатәи Афедерациакны Аҧсны Аҳәнҭқарра ацҳаражәҳәарҭа, 조지아어: საელჩო აფხაზეთში რუსეთის ფედერაციის, 러시아어: Посольство Абхазии в Российской Федерации)은 모스크바 트베르스코이 구 마모놉스키 골목에 위치해 있는 대사관이다. 대사관의 개관식은 2010년 5월 17일에 진행되었다. 현재 대사는 이고리 아흐바이다.